# Egypt Juniors
Das Egypt Juniors (auch Egypt Junior International genannt) ist im Badminton die offene internationale Meisterschaft von Ägypten für Junioren und damit das bedeutendste internationale Juniorenturnier in Ägypten. Es wurde erstmals 2017 ausgetragen.

## Die Sieger
| Saison    | Herreneinzel      | Dameneinzel       | Herrendoppel                                  | Damendoppel                | Mixed                                            |
| --------- | ----------------- | ----------------- | --------------------------------------------- | -------------------------- | ------------------------------------------------ |
| 2017      | Nicolas A. Müller | Halla Bouksani    | Asser Akmal Ahmed Fouad Mohamed Mostafa Kamel | Halla Bouksani Linda Mazri | Asser Akmal Ahmed Fouad Farah Abdelkarim Mostafa |
| 2018 2024 | nicht ausgetragen | nicht ausgetragen | nicht ausgetragen                             | nicht ausgetragen          | nicht ausgetragen                                |